# Romariz
Romariz é uma povoação portuguesa sede da Freguesia de Romariz do Município de Santa Maria da Feira, freguesia com 11,07 km² de área e 2739 habitantes (censo de 2021), tendo, por isso, uma densidade populacional de 247,4 hab./km².
Além da sede, a Freguesia de Romariz engloba os seguintes lugares: Carvalhal, Casal do Monte, Fafião, Goim, Igreja, Duas Igrejas, Monte Calvo, Mouquim, Oliveira, Portela, Reguenga e Vila Nova.

## Demografia
A população registada nos censos foi:
| Distribuição da População por Grupos Etários | Distribuição da População por Grupos Etários | Distribuição da População por Grupos Etários | Distribuição da População por Grupos Etários | Distribuição da População por Grupos Etários |
| -------------------------------------------- | -------------------------------------------- | -------------------------------------------- | -------------------------------------------- | -------------------------------------------- |
| Ano                                          | 0-14 Anos                                    | 15-24 Anos                                   | 25-64 Anos                                   | > 65 Anos                                    |
| 2001                                         | 773                                          | 582                                          | 1890                                         | 405                                          |
| 2011                                         | 456                                          | 405                                          | 1650                                         | 512                                          |
| 2021                                         | 259                                          | 328                                          | 1486                                         | 666                                          |

## Património
- Castro de Romariz
- Igreja Matriz-São Isidoro
- Igreja - São Silvestre em Duas Igrejas.
- Capela Nosso Senhor dos Milagres em Goim.
- Capela Nossa Senhora da Silva em Portela.
- Capela de Santo António (Fafião) em Fafião.
- Capela de Santiago em Vila Nova.
- Casa das Figueiras 1887 Portela
- Capela de Nossa Senhora dos Remédios

## Equipamentos
Dispõe de farmácia, Balcão dos CTT, Centro de Dia e Centro de Saúde. Romariz também dispõe de uma zona industrial.

## Personalidades
- Pinho Leal